# Chajanchjarwaagiin Uuganbajar
Chajanchjarwaagiin Uuganbajar (mongolisch Хаянхярваагийн Ууганбаяр, * 31. Juli 1985) ist ein mongolischer Straßenradrennfahrer.
Chajanchjarwaagiin Uuganbajar wurde bei den Asienspielen 2006 in Doha mit der Nationalmannschaft Sechster im Mannschaftszeitfahren. Im nächsten Jahr wurde er mongolischer Meister im Einzelzeitfahren und im Straßenrennen belegte er den dritten Platz. In der Saison 2008 gewann er bei der nationalen Meisterschaft das Straßenrennen und im Einzelzeitfahren wurde er Zweiter hinter Tuulchangain Tögöldör.

## Erfolge
2007
- Mongolischer Meister – Einzelzeitfahren

2008
- Mongolischer Meister – Straßenrennen